# Krzywsk
Krzywsk (biał. Крыўск; ros. Кривск) − wieś na Białorusi, w obwodzie grodzieńskim, w rejonie smorgońskim, w sielsowiecie Krewo.

## Historia
W czasach zaborów wieś rządowa i folwark w gminie Krewo, w powiecie oszmiańskim, w guberni wileńskiej Imperium Rosyjskiego. W 1866 roku wieś liczyła 268 mieszkańców w 23 domach, folwark liczył 13 mieszkańców w 1 domu. W 1905 roku wymieniono dwie wsie. Krzywsk I liczył 206 mieszkańców, 217 dziesięcin, Krzywsk II liczył 68 mieszkańców, 179 dziesięcin.
W latach 1921–1945 wieś, okolica szlachecka, folwark i zaścianek leżały w Polsce, w województwie wileńskim, w powiecie oszmiańskim, w gminie Krewo.
W 1931:
- wieś w 42 domach zamieszkiwały 232 osoby[3].
- okolicę w 17 domach zamieszkiwało 76 osób[3].
- zaścianek w 8 domach zamieszkiwało 46 osób[3].
- folwark w 3 domach zamieszkiwało 20 osób[3].

Wierni należeli do parafii rzymskokatolickiej i prawosławnej w Łosku. Miejscowość podlegała pod Sąd Grodzki w Smorgoniach i Okręgowy w Wilnie; właściwy urząd pocztowy mieścił się w Krewie.
Po II wojnie światowej w granicach Związku Sowieckiego. Od 1991 w niepodległej Białorusi.